# Hapalochlaena
Hapalochlaena es un género de moluscos cefalópodos del orden de los octópodos conocidos comúnmente como pulpos de anillos azules. Incluye cuatro especies de pequeños pulpos que viven en las pozas de agua de mar en el océano Pacífico, desde Japón hasta Australia. Es uno de los animales más venenosos del mundo. Son fácilmente reconocidos por su piel amarillenta con característicos anillos de color azul y negro.

## Descripción
Los pulpos de anillos azules son organismos pequeños, de entre 4 a 6 cm de largos, con brazos que alcanzan hasta los 10 cm. Al igual que otros cefalópodos, los miembros del género Hapalochlaena presentan numerosos cromatóforos bajo su piel que le permiten cambiar la coloración para camuflarse con el ambiente. Además, cuando se sienten amenazados, los pulpos de anillos azules despliegan su coloración característica de anillos azules iridiscentes que advierten a sus depredadores de la presencia de toxinas, considerada, por tanto, una coloración aposemática.

## Distribución
Se encuentran desde el mar de Japón hasta las aguas del sur de Australia, abarcando desde Filipinas hasta Vanuatu. Aunque muchas veces, debido a las olas o corrientes, los pulpos se pueden llegar a trasladar a otros países como México.

## Ecología

### Hábitat
Los pulpos de anillos azules son animales marinos que habitan en arrecifes coralinos. Se los encuentra a profundidades que van desde las planicies intermareales hasta los 50 m de profundidad. Tienden a esconderse en grietas o debajo de rocas durante el día y emergen por la noche.

### Alimentación
Normalmente su dieta consiste en cangrejos y camarones, pero si los atrapan, pueden comer hasta peces. 

### Reproducción
El macho deposita paquetes de esperma con el hectocótilo bajo el manto de la hembra.  
La hembra depositará solo 50 huevos (pequeña cantidad en comparación con otras especies de pulpos) que cuidará hasta que eclosionen después de seis meses. Durante ese tiempo la hembra no ingerirá alimento alguno, para cuidar a sus huevos, y cuando eclosionen ella morirá. La nueva generación de pulpos de anillos azules estará lista para procrear al año siguiente.

## Toxicidad

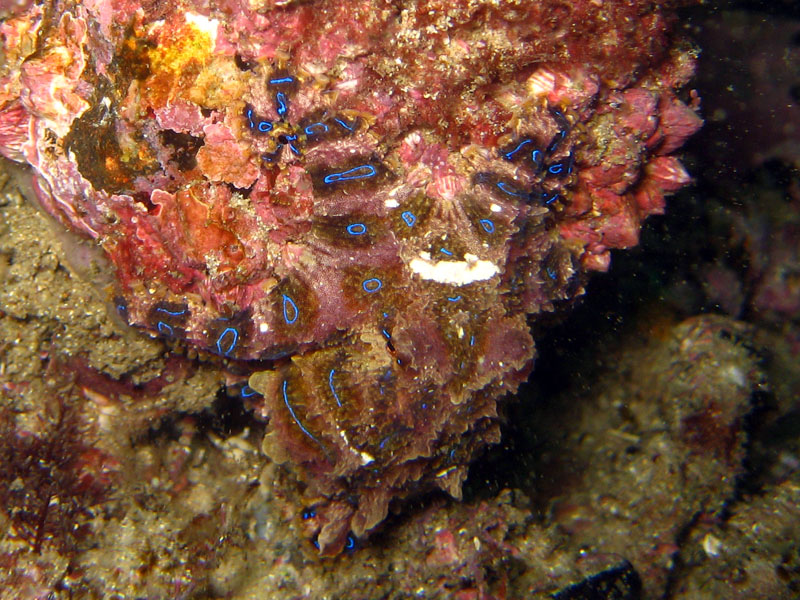
Varios Hapalochlaena

Los pulpos de anillos azules son conocidos por su alta toxicidad .
El veneno producido por estos pulpos contiene tetrodotoxina, 5-hidroxitriptamina, hialuronidasa, tiramina, histamina, triptamina, octopamina, taurina, acetilcolina y dopamina. La mayor neurotoxina de estos pulpos se llamó originalmente maculotoxina, pero luego se comprobó que era idéntica a la tetrodotoxina, una neurotoxina que se puede encontrar tanto en otros moluscos como bivalvos y gasterópodos como así también en vertebrados como en peces y salamandras. La tetrodotoxina bloquea los canales de sodio, causando una parálisis motriz. Esa toxina es creada por una bacteria en las glándulas salivales del pulpo. Son estas mismas bacterias quienes le dan el color azul característico a sus anillos.
Los pulpos de anillos azules son el cuarto animal más venenoso del mundo. Otro cefalópodo, el Metasepia pfefferi produce un veneno tan poderoso como el del pulpo de anillos azules. Aunque de pequeño tamaño, los pulpos de anillos azules portan el veneno suficiente para matar a 26 humanos en pocos minutos.

## Sistemática
Existen cuatro especies confirmadas de Hapalochlaena:
- Hapalochlaena lunulata - pulpo mayor de anillos azules.
- Hapalochlaena maculosa - pulpo sureño de anillos azules o pulpo menor de anillos azules.
- Hapalochlaena fasciata - pulpo de líneas azules.
- Hapalochlaena nierstraszi - descrito en 1938 a partir de un solo espécimen en la bahía de Bengala; en 2013 se encontró un segundo ejemplar.[11]

Un pulpo de anillos azules tiende a usar los cromatóforos de su piel para camuflarse cuando es provocado, cambiando de color rápidamente, volviéndose amarillo brillante con anillos o líneas azules intensas. Suele cazar cangrejos, cangrejo ermitaño, y camarones; si es pisado atacará rápidamente, incluso a los humanos.

## Etimología
Hapalochlaena: {gr, hapalos}, delicado + {gr, laina, chlaina}, vestido, túnica. 

## Galería

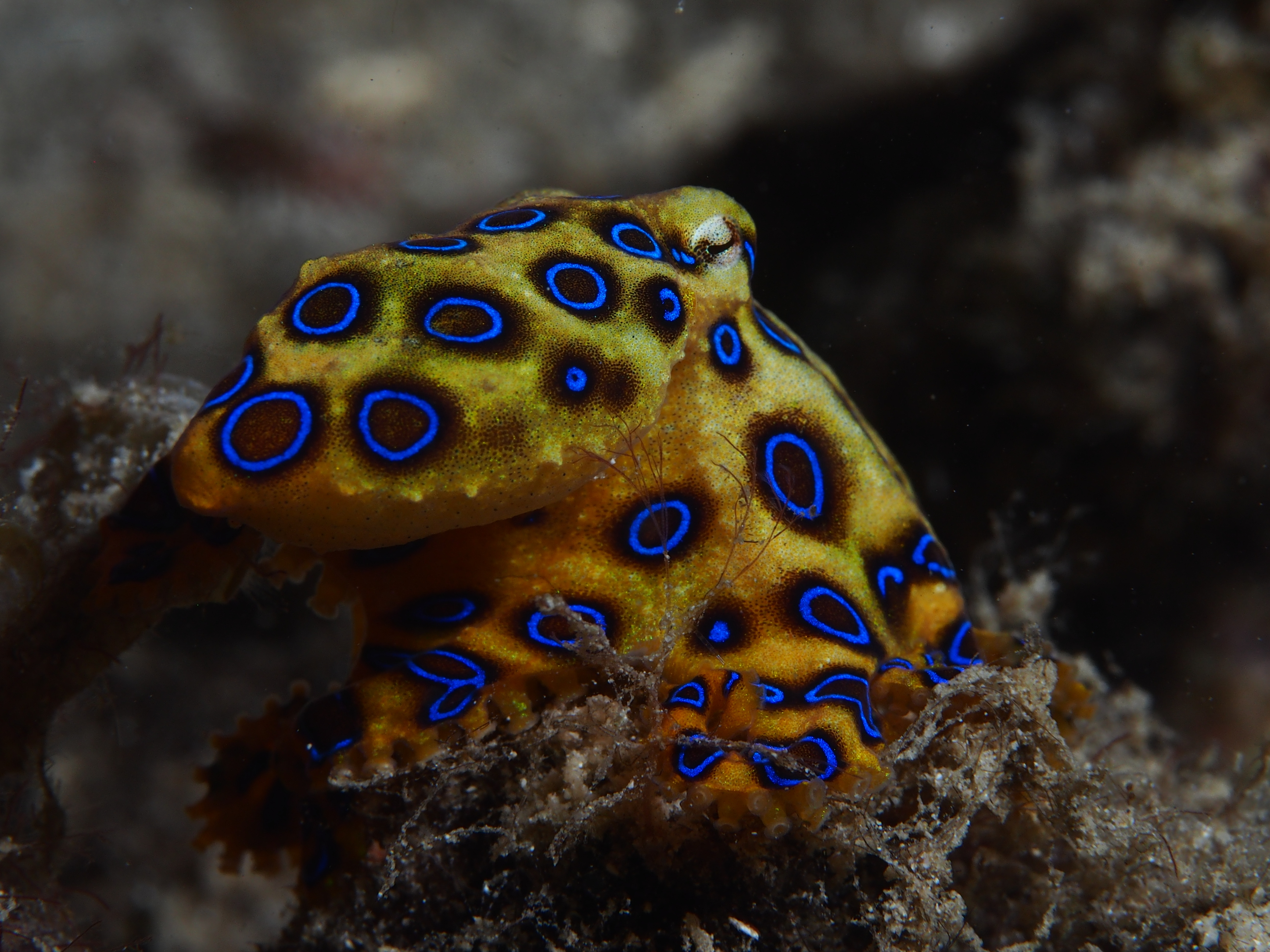
Pulpo mayor de anillos azules (Hapalochlaena lunulata)
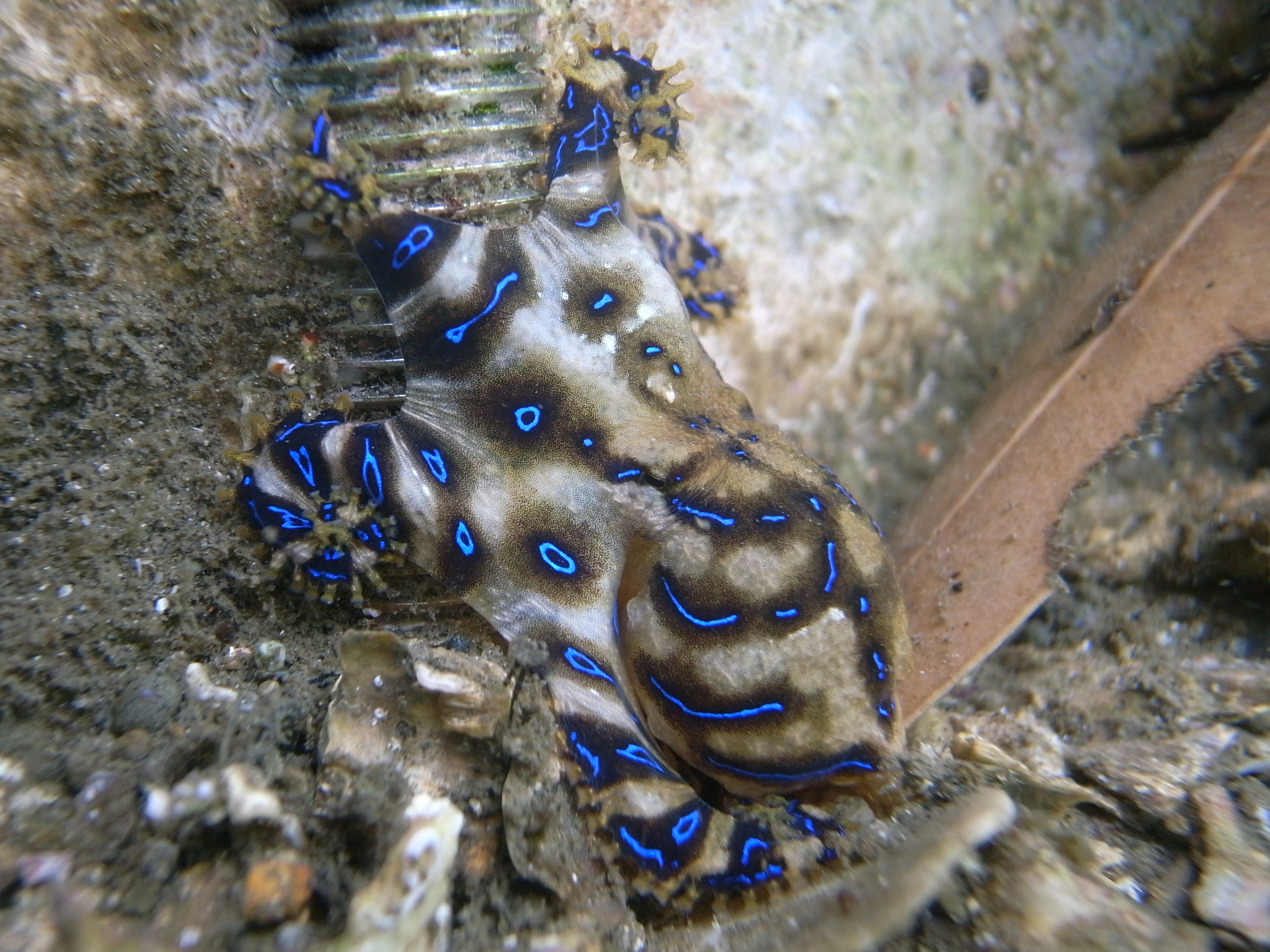
Pulpo sureño de anillos azules (Hapalochlaena maculosa)
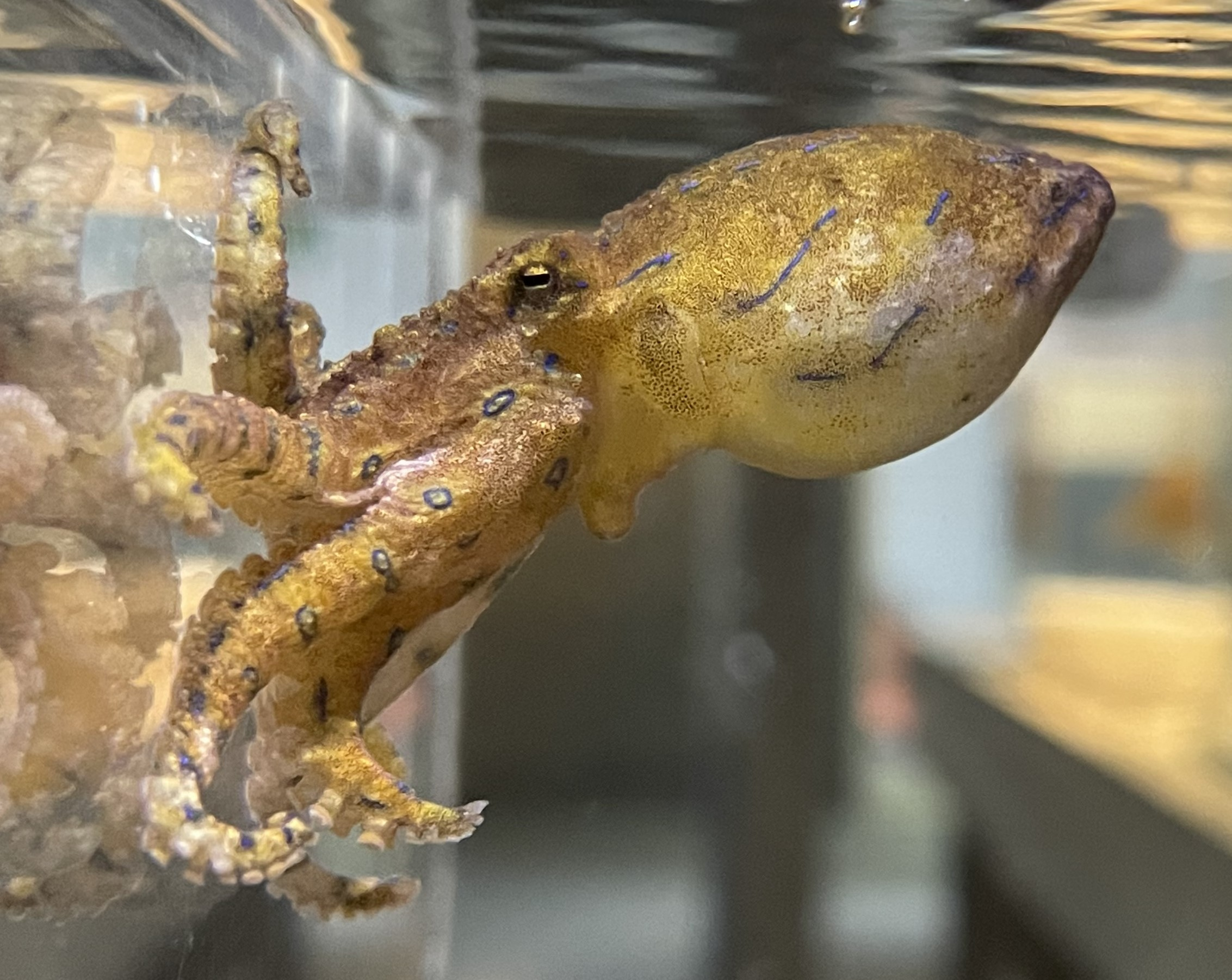
Pulpo de líneas azules (Hapalochlaena fasciata)